# Renaissance
|  | Aquest article tracta sobre el disc de música de Lionel Richie. Vegeu-ne altres significats a «Renaixement». |

Renaissance és el sisè disc d'estudi del cantant nord-americà de R&B Lionel Richie que va aparèixer el 16 d'octubre de 2000. Com a bonus track en l'edició internacional van aparèixer els títols Shout it to the World, Just Can't Say Goodbye i Angel (boogieman remix-extended). Tonight va ser produït per Rodney "Darkchild" Jerkins.

## Llista de temes
1. "Angel" — 4:15
2. "Cinderella" — 3:42
3. "Tender Heart" — 4:28
4. "Dance the Night Away" — 5:08
5. "Tonight" — 4:31
6. "How Long" — 3:55
7. "Don't You Ever Go Away" — 4:13
8. "Wasted Time" — 4:07
9. "Piece of my Heart" — 4:15
10. "It May be the Water" — 4:56
11. "Here is my Heart" — 4:03
12. "Don't Stop the Music" — 4:13